# سام كوكس (سياسي)
سام كوكس (بالإنجليزية: Sam Cox)‏ هو سياسي أسترالي، ولد في 22 ديسمبر 1964 في أستراليا. حزبياً، نشط في الحزب الوطني الليبرالي في كوينزلاند. وقد انتخب عضو المجلس التشريعي ولاية كوينزلاند.